# Oxytropis pinetorum
Oxytropis pinetorum là một loài thực vật có hoa trong họ Đậu. Loài này được (A. Heller) Wooton & Standl. miêu tả khoa học đầu tiên năm 1915.